# 武田一浩
武田 一浩（たけだ かずひろ、1965年〈昭和40年〉6月22日 - ）は、東京都世田谷区出身の元プロ野球選手（投手）、実業家（社会起業家）。
現役時代（1988年 - 2002年）は日本プロ野球 (NPB) の日本ハムファイターズ・福岡ダイエーホークス・中日ドラゴンズ・読売ジャイアンツの計4球団で15年間プレーし、通算89勝99敗31セーブの成績を残した。
日本ハム時代の1991年には最優秀救援投手を獲得し、ダイエー時代（1996年 - 1998年）は左のエース・工藤公康と並ぶ右のエースとして活躍。1996年にはキャリアハイとなる15勝を挙げたほか、1998年には13勝を挙げてパシフィック・リーグ（パ・リーグ）最多勝を獲得した。同年オフにフリーエージェント (FA)権を行使して中日に移籍すると、中日でも右のエースとして1999年のセントラル・リーグ（セ・リーグ）優勝に貢献。巨人に移籍した2002年にはNPB史上3人目の全球団勝利を達成し、同年限りで現役を引退した。
2020年時点では日本放送協会 (NHK) の野球解説者として活動している。また、2021年時点では省エネシステムの提案や商品の販売を手掛ける「株式会社グルーヴ」（東京都世田谷区）の代表取締役を務めている。

## 経歴

### プロ入り前
世田谷区立北沢小学校および明治大学付属中野中学校出身。幼少期は王貞治のファンで、小学生のころから母親にウナギの骨の唐揚げ・カルシウムの錠剤などを摂らされたり、ともにランニングをしたりしていた。
リトルリーグの名門である「調布リトルリーグ・リトルシニア」 で野球を始め、日本一を経験、1980年度に卒団。中学受験で明大中野中学に入学、軟式野球部に所属し2年秋に内野手から投手へ転向、明治大学付属中野高校に進学 する。1982年秋季東京大会はブロック予選決勝に進むが、国士舘高に完封負けを喫する。翌1983年夏には全国高校野球選手権西東京大会準決勝（明治神宮野球場・7月28日）で創価高の小野和義と投げ合い、敗退。第65回全国高校野球大会への出場はならなかった。なお、中学の同級生にプロモーターの金平桂一郎がいる。
1983年度のドラフト会議では、事前に複数球団から野手として指名打診があったものの、父親の強い勧めで明治大学文学部へ内部進学（1984年）。東京六大学野球リーグは2年生から出場し、1986年（3年生）秋季リーグ戦では同期の佐藤元信（松下電器）とバッテリーを組み、5完封を含む7連勝を記録し、優勝に貢献する。同季のベストナインに選出されたほか、対立教大学1回戦では1試合17奪三振（毎回奪三振）を記録した。同年の明治神宮野球大会に出場するが2回戦（初戦）で札幌大に対して平塚克洋の後を受けて登板したがサヨナラ本塁打を浴びて敗退。1987年には日米大学野球選手権大会日本代表に選出されるが、秋季リーグ戦中には首脳陣の起用法を批判し、プロ入りへの支障が心配されるなど造反事件が話題になった。この事件は秋のリーグ戦の最中だった同年10月、明大野球部助監督の大渓弘文による起用法を理不尽と感じた武田が「やめさせてもらいます」と選手寮を脱走したというもので、除名処分も検討されたが、OB会長を務めていた児玉利一らの執り成しによって除名処分は免れ、武田は大渓や主将の坂口らナインに謝罪することで復帰を認められたものの、レギュラーを外された。一方でこの事件の際、武田は妹（1988年春に短期大学を卒業）から「お兄ちゃんを尊敬しているよ」と言われたという。リーグ通算成績は56試合登板・20勝8敗、防御率2.40、208奪三振を記録。卒業論文は自身と同姓の武田信玄を題材とした、原稿用紙68枚におよぶ『武田信玄の侵略と側近たち』であった。
1987年度のドラフト会議前には、日本ハムファイターズ・南海ホークス・中日ドラゴンズ・読売ジャイアンツ（巨人）の4球団（いずれも武田が後に在籍することとなる）からプロ入りの誘いを受けた。本人は大学の先輩である星野仙一が中日で監督を務めていたことから、プロ入り前から中日に入りたかったが、プロ入り前に島岡との確執話が流れ、同じく大学の先輩である高田繁にその話が行き、日本ハムに入団することになったと述べている。また当時、日本ハム球団常務を務めていた大沢啓二は武田に対し、ドラフト会議前に「必ず1位でいく」と約束していた在京セ・リーグのある球団が、前述の造反事件後に一転してドラフト指名を見送ったと語っている。ドラフト会議当日、日本ハムは伊藤敦規を指名したが、阪急ブレーブスとの抽選に敗れたために武田を1位指名した。武田の1年目（1988年）の年俸は600万円・契約金は5500万円（いずれも推定額）で、背番号は15（1991年まで着用）。本人は麻雀の「スジ」の番号にあたる「1」「4」「7」が好きな番号だったことから、当初は背番号14を希望していたが、14は川原昭二が着用していたため、15を選択した。担当スカウトは山田正雄。

### 現役時代

#### 日本ハム時代
プロ1年目となる1988年6月8日の対阪急ブレーブス戦（東京ドーム）でプロ初登板を果たし、同年8月3日の対ロッテオリオンズ戦（川崎球場）でプロ初勝利を挙げた。同年は一軍では20試合に登板（うち先発登板は2試合）して1勝2敗、防御率3.38の成績で、二軍（イースタン・リーグ）のジュニアオールスター代表にも選出された。同年オフには年俸840万円 で契約更改。
2年目（1989年）には先発ローテーションに定着して主力投手となり、2試合連続完封勝利を記録。同年は36試合に登板して6勝8敗、防御率4.22の成績で、パ・リーグ投手成績は規定投球回22人中18位だった。同年オフには年俸1680万円で契約更改。
1990年には近藤貞雄監督に見込まれ、抑え投手に転向。前半戦ではNPBタイ記録となる12試合連続セーブポイントを記録し、オールスターゲーム（球宴）にも初出場を果たした。同年は37試合に登板して10勝5敗13セーブ、23セーブポイントの成績を記録し、翌1991年シーズンの年俸は3100万円になった。
1991年も41試合に登板して4勝8敗18セーブ、22セーブポイントを記録して最優秀救援投手のタイトルを獲得。特に同年5月には10試合に救援登板して3勝1敗3セーブの成績を残し、プロ入り後初の月間MVPを獲得した。しかし、球団からのリリーフエースとしての評価は低く、特に1991年の契約更改では、12月2日の交渉を保留した後の記者会見で激怒した様子が、スポーツ新聞などでセンセーショナルに報道された。同日の交渉では年俸35%増額（4200万円）を提示されたが、プレスルームに入った直後にセカンドバッグを窓に投げつけ、「ほんと、頭くる!」、「もうリリーフなんて絶対やらない。調停覚悟でとことん戦う」と発言。武田本人は後年、抑えを務めていた時期について、与田剛との対談で「完投できるエースの西崎（幸広）さんが先発する日（週1日）は休むことができたが、柴田（保光）さんや酒井（光次郎）が先発している時は早いイニングから登板の準備をする必要があった」と述べている。尚、現役時代15年間契約更改で保留したのはこの年だけだったと後年本人が語った。また同年オフには、当時背番号4を着用していた五十嵐信一に背番号の交換を提案、五十嵐もこれに応じたため、背番号を4に変更した。「4」は日本では不吉な数字とされるため、日本人選手は避ける傾向にあり、特に当時の投手ではマット・キーオ（阪神タイガース）など外国人選手が着用しているのみだったが、本人は「スジ」番号を好んでいたことに加え、リトルリーグ時代にも背番号4を着用していたことからこの背番号交換に至ったという。
1992年には年俸4950万円になった が、同年は本人の希望から先発に再転向。同年は故障に泣かされ、22試合登板、4勝9敗、防御率3.87の成績に終わったが、8月30日の対福岡ダイエーホークス戦では延長12回完封勝利を記録。大沢啓二監督が就任した1993年（同シーズンの年俸：4,750万円）は、自己最多となる170回1/3（27試合）を投げ、3年ぶりとなる10勝（8敗）を記録。防御率3.33もパ・リーグの投手（規定投球回到達者23人中）9位を記録し、チームもリーグ2位でシーズンを終えた。同年11月27日には年俸7100万円（前年比2350万円増額）で契約更改した が、1994年は開幕前に肩を痛める。同年は投球回84.1イニング（18試合登板）にとどまり、5勝9敗、防御率5.98と乱調。チームもリーグ最下位に低迷し、本人・首脳陣の双方にとって大誤算に終わった。
上田利治監督が就任した1995年（年俸：6300万円）は、春季キャンプで好調ぶりを見せ、上田監督から称賛されていたが、開幕前に左足肉離れ（復帰まで1か月の怪我）を起こし、二軍スタートで迎える。同年5月1日に一軍選手登録されるが、コーチ陣との折り合いの悪さから、一軍ではわずか2試合にしか登板できず、プロ入り後初の未勝利（0敗・防御率5.06）に終わった。一方、二軍（イ・リーグ）では13試合に登板して6勝4敗・防御率1.62（投球回数：83イニング1/3）の成績を残し、最優秀防御率のタイトルを獲得。また、本人も後に当時を「一軍登板が減ったことで、それまで以上に練習する時間が増え、しっかりと鍛え直すことができた」と回顧している。

#### ダイエーへのトレード劇
1995年オフ、日本ハムはフリーエージェント（FA）権を行使して読売ジャイアンツ（巨人）に移籍することを決めた河野博文（左腕投手）の穴を埋めるため、左腕投手の補強に乗り出し、武田を交換要員として複数球団と交渉。河野や田村藤夫（捕手）の穴埋めを優先してトレードの話を進めていたところ、先発投手の補強を求めていたダイエー（王貞治監督）が左腕投手の下柳剛を交換要員として提示した。しかし、トレード成立寸前にダイエーのフロントから、「下柳ならもっといいトレードができる」と反対意見が上がったため、両球団が微調整を行い、武田と下柳の両者を中心とした複数トレードに発展。11月16日には松田慎司とともに、下柳・安田秀之との2対2の交換トレードでダイエーへ移籍することが正式に決定し、両球団から発表された。
一方で本人は日本ハム球団に対し、明治大学の先輩である星野仙一監督の率いる中日ドラゴンズへのトレードを求めていた。また本人の手記では、同年夏場ごろには「来季は中日で」という話を聞いていたと述べている。同年オフに監督として中日に復帰した星野は当時、投手陣の補強を目指し、既に前田幸長（前千葉ロッテマリーンズ）・村田勝喜（前西武ライオンズ）をトレードで獲得していたが、抑え投手が最大の補強ポイントだったため、その補強ポイントに合致する武田の獲得を目指し、佐藤毅球団社長ら球団首脳陣とともに積極的に動いていた。後年に武田本人は、一時は中日とのトレードが成立寸前まで進んでいたと語っている。しかし交換要員が折り合わず、交渉が難航していたところ、途中から動き出したダイエーに横取りされる格好となった。
美山和也（2009）は、武田は中日とのトレードを反故にされたことに激怒してトレードを拒否しようとも考え、その後も日本ハムに対しては「同一リーグに放出させたことを後悔させてやる」と燃えていたと述べている。一方、中日球団の親会社である中日新聞社が発行する『中日スポーツ』はダイエーとのトレード決定後、「武田は中日入りできなかったことが心残りで星野監督に電話したが、『ダイエーで頑張れ。機会があったら一緒にやろう』と激励された。ダイエーへの不満もない」と報道している。本人は手記で、当初は中日へのトレードと聞いていたところ、突然「ダイエーに決まった」と言われ、断ったらどうなるかと聞いたら「任意引退だ」と言われた、と述べている。

#### ダイエー時代
ダイエー時代（1996年 - 1998年）は右のエースとして活躍し、左のエース・工藤公康とともに投手陣を牽引した。
ダイエー移籍1年目（1996年）の年俸は6,300万円。当時、弱小球団だったダイエーはチームが一丸となっておらず、南海時代からのベテラン選手たちが王監督の起用法に不満を抱いたり、若手選手を萎縮させるような言動を取ったりしていたため、見かねた武田がチームメイトに対し「若いヤツに文句を言わないでくれ」と指摘することもあった。また、日本ハム時代はキャンプ前半はそれほど投げ込まなかったが、同年春の高知キャンプでは、同僚になった工藤の影響を受け、「プロ1, 2年目のころ以来」となる1日300球以上の投球を行ったほか、納得するまで走り込みを行うなど、日本ハム時代と大きく調整方法を変えた。当初、王監督ら首脳陣は武田を抑えで起用する戦力構想をしていたが、武田自身が先発を希望し、オープン戦で先発起用したところ好結果を残したため、リリーフ起用の構想は自然消滅した。
同年のダイエーは、54勝74敗2分の成績（勝率.422）でパ・リーグ最下位に低迷。自身も開幕時には肋骨痛で出遅れたが、4月9日の対オリックス・ブルーウェーブ戦（グリーンスタジアム神戸）で初登板すると、1年間を通じて先発ローテーションの柱を担い、6月末 - 8月まで7連勝を記録。最終的には15勝8敗、防御率3.84（171イニング）、6完投と好成績を残した。同年の勝利数（15勝）、投球回数（171イニング）はともに自己最多で、完封4試合も同年のパ・リーグ最多だった。同年オフには斎藤雅樹、バルビーノ・ガルベス（ともに巨人）、西口文也（西武）、キップ・グロス（日本ハム）とともに、沢村栄治賞（沢村賞）の候補に挙がった（最終的には斎藤雅が受賞）。
1997年1月10日、年俸9800万円（前年比3500万円増額）で契約更改。同年以降、城島健司ら後輩たちを連れて自主トレを行うようになった。また、工藤とともに投手陣の中心として期待され、プロ10年目で自身初の開幕投手を務めた。同年は開幕から4連勝を記録し、4月29日（対オリックス戦）・5月6日（対西武戦）では2試合連続完封勝利を記録。5月18日に対オリックス7回戦で4勝目を挙げたが、その後は勝利から見放され、最終的には9連敗のままシーズンを終えた。同年は26試合に登板して4勝9敗、防御率3.85（投球回163.2回）、3完投の成績で、特に対近鉄バファローズ戦では防御率7.45と打ち込まれた。同年オフ（12月6日）には年俸8400万円（前年比1400万円減額）で契約更改した。
1998年は前年不振に終わったことから、開幕前には2年連続の開幕投手を拒否する旨を宣言していた。同年は4月14日の対日本ハム1回戦（福岡ドーム）で初勝利（約11か月ぶりの勝利）を挙げると、28試合に登板して自己2番目となる13勝（10敗、防御率3.62）を挙げ、黒木知宏（ロッテ）・西口（西武）とともにパ・リーグ最多勝を獲得した。同シーズンまでに古巣・日本ハム相手に記録した通算勝敗数は6勝8敗だった。

##### 中日にFA移籍
1998年5月中旬に武田はプロ入り後初となるフリーエージェント (FA) の権利を取得した。しかしダイエー球団は、シーズン中に武田のFA権行使を控えた下交渉を打診せず、武田は同年11月4日にFA権の行使を宣言。ダイエーとの慰留交渉では現場首脳陣とのすれ違いがあった一方、3年前にも武田を獲得しようとした星野監督がFA宣言直後に獲得に名乗りを上げた。同月24日にはダイエーの中内正オーナー代行から「骨を埋める球団はどこがいいのか考えろ。星野監督がいなくなった時のことは考えているのか」と慰留されたが、その直後に『中日スポーツ』の記者に対し「気持ちはほぼ固まった。自分は島岡（吉郎・元明大野球部）監督に育てられた人間だ。星野監督の意見には共感できる部分が多い」と話し、翌26日には中日入りを決断した。
同月27日に中日へ入団の意思を伝え、翌28日には正式に中日入りを表明。なお中日だけでなく、巨人（長嶋茂雄監督）もFA宣言以降、水面下で中日より良い条件を提示していたが、武田は中日移籍を選択した。また近鉄からも誘いを受けていたが、本人は条件面ではダイエーが一番良く、そのダイエーや巨人、近鉄からの誘いを断った上で中日入りを決断したと述べている。ダイエー時代から着用していた背番号17は当時サムソン・リーが着用していたため、背番号は前田幸長が着用していた18に決まり、同月30日に中日と正式契約（契約金4200万円を含めて3年で最高4億5000万円の複数年契約）を締結した。星野監督は入団決定後、起用法について「（武田本人は）『中4日でも』と言っていたが、（セ・リーグは）DH制じゃないんだから、とりあえず中5日でいく」「（当時の抑え）宣の状態が万全でない時や、宣につなぐ遠藤や大塔に不安がある時は（抑えの経験が豊富な武田に抑えを）十分に任せられる」と話していた。

#### 中日時代
中日移籍1年目の1999年は春季キャンプで300球超の投げ込みを行ったり、公式戦に入っても若手以上に走り込んだりなど、徹底した自己管理でチームに強い影響を与えた。同年は野口茂樹・山本昌・川上憲伸とともに先発ローテーションの4本柱を担い、セ・リーグ投手成績6位（9勝10敗、防御率3.50）の成績を残し、右の主戦投手として中日の11年ぶり5度目となるセントラル・リーグ（セ・リーグ）優勝に貢献した（自身にとってもプロ入り後初優勝）。同年は対横浜ベイスターズ戦で4勝2敗を記録したほか、対阪神タイガース戦でも投球回30.2イニングで防御率1.17を記録した。
移籍後初登板（初先発）となった同年4月6日の対横浜1回戦（ナゴヤドーム）で中村武志とバッテリーを組み、横浜の「マシンガン打線」を9回7被安打無失点に抑え、移籍後初勝利を自身2年ぶりの完封勝利で飾った。続く4月15日の対ヤクルトスワローズ1回戦（ナゴヤドーム）では2試合連続となる完封勝利を記録し、チームはこの試合で開幕からの連勝を10に伸ばした。その後、勝利数はそれほど伸びなかったが、防御率は2点台を保ち、先発陣の一角を担い続けた。その一方で、同年終盤には右膝を故障し、シーズン途中からは痛みに耐えながら投げていた。
優勝決定後、10月6日に対阪神27回戦（阪神甲子園球場）で最後の先発機会を与えられ、勝てば2年連続（セ・リーグ移籍後では初）の2桁勝利となるところだったが、味方の援護に恵まれず、1対1の同点で迎えた延長11回裏に一死満塁の場面で代打・田中秀太へのサヨナラ押し出し四球（147球目）を出して敗戦投手となり、チーム3人目の2桁勝利はならなかった。古巣であるダイエーとの日本シリーズでは、10月27日の第4戦（ナゴヤドーム）で先発登板したが、3回に秋山幸二と小久保裕紀にタイムリーを浴び、2失点。6回にも小久保に本塁打を打たれ、6回6被安打3失点の投球内容で敗戦投手になった。同年オフにはサムソン・リーの退団に伴い、背番号をダイエー時代と同じ17に変更した。また同年12月11日の契約更改では年俸1億8000万円で契約更改した一方、同年の中日にはコンディショニングコーチが不在だったことから、契約更改ではコンディショニングコーチの招聘を要望していた。
翌2000年は年俸1億7000万円となったが、沖縄春季キャンプでは1日300球の投げ込みを見せることなく、キャンプ中に右膝を故障するし、2月ごろは歩く程度のトレーニングしかできなかった。同年はオープン戦から痛み止め用の坐薬を用いており、2001年4月時点でその本数は100本を超えていた。膝の状態が完治しないまま開幕を迎え、4月30日の対阪神戦で初勝利を挙げたが、出場選手登録抹消を3度にわたって繰り返し、シーズン途中（8月末）で戦線離脱する。9月上旬には右膝軟骨の除去手術 を受けたが、これが原因で下半身の粘りがなくなった。同年は一軍では15試合登板、3勝6敗、防御率4.66の成績に終わった。また二軍（ウ・リーグ）では2試合に登板して2勝0敗・防御率0.00の成績だった。
2001年は引退を賭けてシーズンに臨んだ。開幕前の3月19日には約38℃の発熱があったため、翌20日に予定されていた千葉ロッテマリーンズとのオープン戦（千葉マリンスタジアム）の登板をキャンセルして名古屋に戻った。同月24日には実戦復帰を果たすが、二軍教育リーグの阪神戦（ナゴヤ球場）で先発した際、5イニングを投げて11被安打、6失点を喫し、制球力の甘さを指摘されていた。開幕後、初の先発登板となった4月1日の対広島戦（ナゴヤドーム）では5イニングで8被安打（うち、7本が左打者相手）を喫して3失点を許し、中日では21世紀で初の敗戦投手となった。同月15日の対阪神戦（ナゴヤドーム）では6イニングを無失点に抑え、シーズン初勝利を挙げる。なお、この試合でチームは史上初となる同一カード3連戦3連続完封勝利を記録している。同月22日の対阪神戦（阪神甲子園球場）では7イニングを投げて相手打線を5被安打、1失点に抑え、2勝目を挙げたが、これは中日移籍後3年目で初の甲子園での勝利でもあった。4月30日の横浜戦（ナゴヤドーム）では4回まで相手打線を1安打に抑えていたが、0対0で迎えた5回表には中堅手・関川浩一の失策をきっかけに無死満塁の危機を招き、小川博文に満塁本塁打を被弾するなどして6失点を喫し、3敗目となった。さらに続く5月6日の阪神戦（阪神甲子園球場）では4回途中で5失点を喫し、連続でKOされた。その次の先発機会となった同年5月13日の対巨人戦（ナゴヤドーム）では6回一死まで相手打線を無安打に抑え、最終的には7回途中まで投げて1失点で3勝目を挙げたが、巨人戦では1999年8月18日以来、2年ぶりの勝利であり、そして中日時代に挙げた最後の勝利にもなった。同年5月20日の対広島戦（佐賀県立森林公園野球場）では6イニング3失点に抑えたが、5回裏に先頭打者であるルイス・ロペスに本塁打を被弾したことをきっかけに連打を浴びて3失点を喫し、4敗目。同月27日の対広島戦（ナゴヤドーム）では3回表、二死二塁の場面で東出輝裕に四球を出し、続くエディ・ディアス、金本知憲、ルイス・ロペスに3連続適時打を浴び、2イニング2/3でKOされ、5敗目となった。6月2日の対ヤクルト戦（明治神宮野球場）でも4イニング4失点を喫し、3連敗で6敗目となった。同日までに3勝6敗と負け越していたことから、同日には出場選手登録を抹消され、先発ローテーションの谷間となる同月30日に再び出場選手登録され、同日の対横浜戦（横浜スタジアム）で先発起用された。しかし1回裏に与四球2、被安打1で1失点を喫すると、3回裏に先頭打者の石井琢朗と続く井上純に連打を浴び、同シーズンでは最短となる2イニング0/3で3失点を喫して降板させられた。同年はこの日を最後に一軍登板はなかった。
同年は最終的に、3勝6敗（11試合登板、防御率4.83）の成績に終わった。また二軍（ウ・リーグ）で3試合に登板して1勝0敗、防御率3.00の成績だった。同年7月には引退を考えていたが、星野から監督室に呼ばれ、「まだ、おまえならやれるだろう。2ケタ勝てるだろ」と言われたことをきっかけに現役続行を決意していた。同年9月25日には星野が中日監督を辞任することを表明し、10月1日にはヘッド兼投手コーチを務めていた山田が新監督に就任することが決まる。武田は山田の戦力構想から外れ、同月19日に中日から戦力外通告を受ける。永谷脩 (2002) はこの退団の経緯について、武田は山田と反りが合わなかったことから自由契約になり、中日と対戦できるセ・リーグ球団への移籍を希望したと述べている。
中日時代の3年間の通算成績は15勝対巨人が3勝4敗、対阪神が4勝3敗、対広島が3勝6敗、対ヤクルトが1勝5敗、対横浜が4勝4敗だった。3+4+3+1+4

#### 巨人時代
その後、山田の戦力構想から武田が外れていることを知った星野が、同年オフに読売ジャイアンツ（巨人）の新監督に就任することが決まっていた原辰徳に電話で「武田はまだ使える」と伝え、原はその言葉を受けて武田の獲得を検討した末、獲得を決断した。一方で星野は監督退任後、NHKの解説者に就任することが内定していたが、同年12月には野村克也（妻・沙知代の不祥事により引責辞任）の後任として阪神から監督就任要請を受け、同月17日に受諾を発表した。
同年12月2日にNPBコミッショナー事務局から自由契約選手として公示され、同月4日に巨人への入団が発表された。年俸は5000万円＋出来高3000万円の1年契約で、2001年シーズンの1億7000万円から1億2000万円減額となった。背番号は30。入団会見では「東京生まれが東京に帰ってきましたと語った上で、中日相手に勝利すれば、野村収・古賀正明に次ぐNPB史上3人目の全球団勝利を達成することになることについても言及し、それとプロ16年目で初の日本シリーズ優勝を目標として掲げていた。原は武田について、それまでの豊富な実績を評価した上で、起用法については先発・ロングリリーフなどで「ユーティリティーになってくれれば一番」とコメントしていた。また、かつてダイエー時代に左右のエースの座を担っていた工藤と再びチームメイトになった。
2002年1月15日から22日にかけ、グアムで自主トレーニングを行った。自身とともに中日から移籍した前田幸長とともに、巨人の中継ぎの新戦力として期待されたが、本人は先発にも意欲を見せていた。また、開幕前はシンカーの研究に精を出した。同年は中継ぎとしては開幕一軍メンバーから外れ、開幕は二軍（イースタン・リーグ）スタートだったが、二軍では先発ローテーション入りし、開幕から週1回のペースで起用を構想されていた。5月7日に一軍登録されると、同日の対中日7回戦（ナゴヤドーム）で本来先発登板する予定だった入来祐作の故障を受け、先発登板を果たす。最終的には6イニングを投げ、古巣打線を4被安打、2失点に抑え、移籍後初勝利を挙げた。またこの勝利により、史上3人目の全球団勝利を達成した。この記録の4人目の達成者は門倉健であるが、門倉はセ・パ交流戦開始後の2005年に全12球団（自身の古巣で、2004年に消滅した近鉄を除く）からの勝利を達成しているため、交流戦開始前では武田が最後の達成者である。なお武田本人はこの記録について、1つの球団で重用されなかったから達成できた記録であると述べている。また、この試合では通算1500投球回も達成している。くしくもこの試合で投げ合った中日の先発投手は、自身と同い年であり、前年まで着用していた背番号17を継承した紀藤真琴であった。
10日には出場選手登録を抹消されたが、後に再登録され、同月22日の対阪神9回戦（阪神甲子園球場）でも先発登板すると、恩師である星野が監督を務めていた阪神打線を相手に6イニング1失点に抑え、シーズン2勝目を挙げる。また6回裏には二死一、三塁の場面でデリック・ホワイトから三振を奪い、通算1000奪三振も達成した。登板機会がなかった6月・7月は二軍で再調整し、7月20日に一軍に再昇格する。しかし同年8月4日の対広島東洋カープ戦（広島市民球場）では2/3イニングを投げて3失点の結果に終わり、翌5日に出場選手登録を抹消される。このころには古傷の右膝痛が再発しており、8月までに患部から5度にわたり水を抜く治療を行ったが、完治しなかった。
同年の日本シリーズ要員構想からは外れ、同年9月、星野に今後の去就について相談したところ「オレもやりたかったけど、辞めさせられた」という言葉を受け、同シーズン限りで現役を引退することを決断した。同年10月10日に球団から引退が発表され、同日のヤクルト戦（東京ドーム）における先発登板が現役選手としての最終登板となった。なお、NPB史上最多勝利と最優秀救援投手の両方を獲得した投手は、武田以外では江夏豊・金城基泰・村田兆治・山沖之彦（このうち村田は、厳密には最優秀救援ではなく最多セーブ）の4人のみである。

### 引退後
現役引退後はOA機器の販売・リースを行う株式会社ルークの専務取締役に就任し、同年12月時点では東京支店のリーダーを務めながら自ら営業も手掛けていた。また2003年以降は日本放送協会 (NHK) の野球解説者になり、2020年時点でも同局の解説者を務めている（出演番組：『NHKプロ野球』『メジャーリーグ中継』）。マスターズリーグの札幌アンビシャスにも参加していた ほか、競馬番組にゲストとして出演することがある。
2006年にはダイエー時代にともにプレーした王監督（当時：福岡ソフトバンクホークス監督）が指揮を執るワールド・ベースボール・クラシック (WBC) 日本代表の投手コーチを務めた。また、2010年の秋季キャンプでは古巣ダイエーの後身であるソフトバンクの臨時投手コーチを務め、2011年の春季キャンプでもソフトバンクの臨時投手コーチを務めた。2013年から東京ガスの臨時投手コーチを務め、石川歩、山岡泰輔を指導した。
2013年オフ、ロッテから戦力外通告を受けた山本徹矢から相談を受けたことをきっかけに、引退直後から抱いていた「プロ野球選手のセカンドキャリアをサポートするシステムをつくりたい」という構想を具現化すべく、同年12月20日に人材派遣会社「株式会社ヒューマンリンク」 を設立し、代表取締役に就任。中日時代の同僚で、同じくNHKの解説者でもある今中慎二も同社の運営に携わった。その後、2021年時点では「グルーヴ」の代表取締役を務めている。
2018年9月5日、日本時間午前9時からのロサンゼルス・エンゼルス対テキサス・レンジャーズ戦（NHK BS1にて中継）で生中継の解説を務めていたが、試合途中に急遽、体調に異常をきたし病院に急行した。

## 選手としての特徴
投球フォームは右からのサイドスロー、ないしスリークォーター気味のやや変則的なフォーム。高校時代は「東京では珍しい速球派投手」と評されていた。
加賀新一郎 (2015) は、「強靭な下半身でキレのある直球・変化球を投げ、打者を翻弄した」と述べている。江川卓・二宮清純 (1999) によれば、1998年時点のデータではスピード（球速）・コントロール（制球力）・テクニック（技術）のいずれも3.5（5段階評価）で、自己最多となる15勝を挙げた1996年は速球を軸に、サイドスロー特有のよく曲がるスライダー、フォークを交える配球だった。また、パ・リーグ最多勝を獲得した1998年は内角をえぐり、外角のスライダーで勝負する配球パターンだった。江川・二宮 (1997) は「慎重にコーナーをつくピッチングというよりは、思い切りのよさが持ち味で、抑えとして成功したころから、絶対的な決め球を持つ投手というよりも、大胆で勢いのある投球術によって抑え込み、ピンチにたじろがない勝負強さが印象に残る投手」と評している。フィールディングにも特に難はなく、1996年は城島健司とのバッテリーで3回の盗塁企図をいずれも刺した。
『スポーツニッポン』編集委員・小川勝は1999年に『サンデー毎日』誌上で武田について「明大の先輩・鹿取義隆に似た独特のサイドスローで、球威で勝負するタイプ。体の回転を指先に伝えるセンスは天性のもの」「戦力的に2桁勝利を期待できる点はもちろん、昨年（1998年）に好成績を収めた若手投手の慢心に楔を打ち込める存在という点でも、まさに『今年の中日優勝の使者』と呼ぶにふさわしい」と評していた。
身長は171 cmと、プロ野球選手としてはかなり小柄で「小さな大投手」と呼ばれた。
また、日本ハム時代にチームメイトだったマット・ウインタースからMLBで流行していたカットボールの存在を教えられてこれを習得し、日本プロ野球 (NPB) にその存在を広めた。後に日本屈指のカットボーラーとなった川上憲伸はプロ2年目の1999年、中日に移籍加入した武田が投げていたカットボールに興味を持ち、習得した。

## 人物
1年目に対南海ホークス戦でトニー・バナザードと対戦した際、バナザードが空振りしたバットがすっぽ抜け、マウンド上の武田の後ろまで飛んで行った。この時、バナザードは武田をにらみつけながらマウンド方向へ歩き、自らバットを拾いに行った。この場面の映像は、まるで武田が接近するバナザードに怯えているかのように扱われ、珍プレーネタとして放送された。
自他ともに認める一言居士で、明治大学時代には島岡吉郎監督に反発したほか、プロ入り後も首脳陣と衝突して日本ハム・中日をそれぞれ追われている。しかし、本人は2002年に古くからの知人たちから「もう40歳近いんだから、少しは丸くなれ」という助言を受けても「僕から意地を取ったらただの投手です」と反発している。
ダイエー時代の後輩である城島健司からは、工藤公康と並んで師として慕われている ほか、武田自身も工藤や、秋山幸二を師と仰いでいる。ダイエー時代の監督だった王貞治は武田について、工藤や秋山と共に「（球団の）甘い体質を変えてくれた選手」と述べている。武田自身は、王について「憧れの存在である一方で野手出身であったため、（投手である自身や工藤と）時に考えが合わず、喧嘩に発展したこともあったが、こちらの話をしっかりと聞いて理解しようとしてくれたので、より一層ついていこうと思った」と述べている。
また明治大学の後輩で、後に中日で同僚となった川上憲伸とは誕生日が同じ（6月22日）である。中日時代には川上を頻繁に呼びつけては細かく指導しており、今中慎二は自著で「武田さんは大学の後輩である川上を『本当のエースにしたい』と感じて細かく指導し、川上も大学の先輩である武田さんだからこそ素直に物事を受け入れられただろう。自分が知る限り、川上は武田さんが在籍していた期間（1999年 - 2001年）に一番いいボールを投げていたという印象を持っている」「星野監督が明治大学時代に影響を受けた『明治イズム』（島岡イズム）が選手間に好影響をもたらした例」と述べている。
東京六大学野球時代、長嶋一茂と仲がよく、田園調布の実家に遊びに行き、浪人時代だった長嶋茂雄と食事をした経験がある。
中日時代には同僚の山本昌（競馬ファン）を武豊（野球好き）と知り合わせ、2人が親交を深めるきっかけを作っている。
プロ野球選手は練習のために球場に来る際、ほとんどがジャージやジーパン姿で訪れていたが、武田は「常にファンから見られている」という意識から、必ずジャケットやチノパンといったフォーマル寄りな服装で訪れていた。

## 詳細情報

### 年度別投手成績
| 年 度      | 球 団      | 登 板 | 先 発 | 完 投 | 完 封 | 無 四 球 | 勝 利 | 敗 戦 | セ 丨 ブ | ホ 丨 ル ド | 勝 率 | 打 者 | 投 球 回 | 被 安 打 | 被 本 塁 打 | 与 四 球 | 敬 遠 | 与 死 球 | 奪 三 振 | 暴 投 | ボ 丨 ク | 失 点 | 自 責 点 | 防 御 率 | W H I P |
| ---------- | ---------- | ----- | ----- | ----- | ----- | -------- | ----- | ----- | -------- | ----------- | ----- | ----- | -------- | -------- | ----------- | -------- | ----- | -------- | -------- | ----- | -------- | ----- | -------- | -------- | ------- |
| 1988       | 日本ハム   | 20    | 2     | 0     | 0     | 0        | 1     | 2     | 0        | --          | .333  | 159   | 37.1     | 37       | 2           | 14       | 1     | 2        | 23       | 0     | 0        | 16    | 14       | 3.38     | 1.37    |
| 1989       | 日本ハム   | 36    | 18    | 5     | 2     | 0        | 6     | 8     | 0        | --          | .429  | 610   | 143.0    | 128      | 22          | 56       | 5     | 3        | 108      | 4     | 0        | 72    | 67       | 4.22     | 1.29    |
| 1990       | 日本ハム   | 37    | 2     | 0     | 0     | 0        | 10    | 5     | 13       | --          | .667  | 329   | 81.2     | 63       | 8           | 17       | 2     | 1        | 73       | 2     | 0        | 37    | 27       | 2.98     | 0.98    |
| 1991       | 日本ハム   | 41    | 0     | 0     | 0     | 0        | 4     | 8     | 18       | --          | .333  | 272   | 64.2     | 69       | 11          | 14       | 3     | 1        | 45       | 2     | 0        | 31    | 29       | 4.04     | 1.28    |
| 1992       | 日本ハム   | 22    | 10    | 3     | 1     | 0        | 4     | 9     | 0        | --          | .308  | 413   | 97.2     | 102      | 10          | 29       | 3     | 1        | 63       | 2     | 0        | 42    | 42       | 3.87     | 1.34    |
| 1993       | 日本ハム   | 27    | 25    | 9     | 1     | 2        | 10    | 8     | 0        | --          | .556  | 721   | 170.1    | 181      | 16          | 53       | 2     | 1        | 125      | 2     | 0        | 65    | 63       | 3.33     | 1.37    |
| 1994       | 日本ハム   | 18    | 17    | 2     | 0     | 0        | 5     | 9     | 0        | --          | .357  | 390   | 84.1     | 102      | 8           | 37       | 0     | 4        | 56       | 4     | 0        | 63    | 56       | 5.98     | 1.65    |
| 1995       | 日本ハム   | 2     | 1     | 0     | 0     | 0        | 0     | 0     | 0        | --          | ----  | 24    | 5.1      | 8        | 0           | 1        | 0     | 0        | 4        | 0     | 0        | 3     | 3        | 5.06     | 1.69    |
| 1996       | ダイエー   | 26    | 26    | 6     | 4     | 0        | 15    | 8     | 0        | --          | .652  | 722   | 171.0    | 167      | 16          | 56       | 1     | 4        | 114      | 6     | 0        | 77    | 73       | 3.84     | 1.30    |
| 1997       | ダイエー   | 26    | 26    | 3     | 2     | 0        | 4     | 9     | 0        | --          | .308  | 699   | 163.2    | 177      | 17          | 39       | 2     | 3        | 102      | 3     | 0        | 85    | 70       | 3.85     | 1.32    |
| 1998       | ダイエー   | 28    | 28    | 4     | 0     | 0        | 13    | 10    | 0        | --          | .565  | 751   | 176.1    | 173      | 16          | 68       | 3     | 2        | 103      | 3     | 2        | 82    | 71       | 3.62     | 1.37    |
| 1999       | 中日       | 25    | 25    | 5     | 3     | 1        | 9     | 10    | 0        | --          | .474  | 679   | 162.0    | 166      | 17          | 43       | 2     | 4        | 92       | 1     | 1        | 65    | 63       | 3.50     | 1.29    |
| 2000       | 中日       | 15    | 15    | 1     | 0     | 0        | 3     | 6     | 0        | --          | .333  | 370   | 85.0     | 96       | 12          | 23       | 2     | 1        | 48       | 2     | 0        | 45    | 44       | 4.66     | 1.40    |
| 2001       | 中日       | 11    | 11    | 0     | 0     | 0        | 3     | 6     | 0        | --          | .333  | 231   | 54.0     | 60       | 2           | 14       | 0     | 1        | 36       | 3     | 0        | 32    | 29       | 4.83     | 1.37    |
| 2002       | 巨人       | 7     | 4     | 0     | 0     | 0        | 2     | 1     | 0        | --          | .667  | 91    | 21.1     | 26       | 3           | 3        | 2     | 0        | 16       | 2     | 1        | 12    | 10       | 4.22     | 1.36    |
| 通算：15年 | 通算：15年 | 341   | 210   | 38    | 13    | 3        | 89    | 99    | 31       | --          | .473  | 6461  | 1517.2   | 1555     | 160         | 467      | 28    | 28       | 1008     | 36    | 4        | 727   | 661      | 3.92     | 1.33    |

- 各年度の太字はリーグ最高

### タイトル
- 最多勝利：1回 （1998年）
- 最優秀救援投手：1回 （1991年）

### 表彰
- 月間MVP：3回 （1991年5月[46]、1996年7月[84]、1998年5月[207]）
- ファイアマン賞：1回 （1991年）

### 記録
初記録
- 初登板：1988年6月8日、対阪急ブレーブス[注 9]9回戦（東京ドーム）、8回表に3番手で救援登板・完了、2回無失点
- 初奪三振：同上、8回表に藤田浩雅から
- 初先発：1988年7月3日、対阪急ブレーブス12回戦（東京ドーム）、6回3失点で敗戦投手
- 初勝利：1988年8月3日、対ロッテオリオンズ[注 11]18回戦（川崎球場）、6回裏2死に3番手で救援登板、1回2/3を無失点
- 初先発勝利・初完投勝利：1989年5月3日、対福岡ダイエーホークス[注 8]5回戦（平和台野球場）、9回2失点[208]
- 初完封勝利：1989年7月2日、対西武ライオンズ13回戦（東京ドーム）[209]
- 初セーブ：1990年5月6日、対近鉄バファローズ4回戦（藤井寺球場）、6回裏1死に2番手で救援登板・完了、3回2/3を無失点

節目の記録
- 1000投球回数：1997年9月10日、対日本ハムファイターズ24回戦（福岡ドーム）　※史上273人目
- 1500投球回数：2002年5月7日、対中日ドラゴンズ7回戦（ナゴヤドーム）、4回裏に井上一樹を投手ゴロで2死目をとり達成　※史上149人目
- 1000奪三振：2002年5月22日、対阪神タイガース9回戦（阪神甲子園球場）、6回裏にデリック・ホワイトから　※史上108人目

その他の記録
- 全球団勝利：2002年5月7日、対中日ドラゴンズ戦（ナゴヤドーム） ※史上3人目
- オールスターゲーム出場：5回 （1990年、1991年、1996年、1998年、1999年）

### 背番号
- 15 （1988年 - 1991年）
- 4 （1992年 - 1995年）
- 17 （1996年 - 1998年、2000年 - 2001年）
- 18 （1999年）
- 30 （2002年）
- 84（2006年）

## 関連情報

### 出演番組
- NHKプロ野球
- 競馬場の達人（2010年7月25日放送）

### 連載
- 武田一浩の投手心理分析 （『週刊ベースボール』2014年4月14日号 - 現在）